# イブン・ルシュド・ゲーテ・モスク
イブン・ルシュド・ゲーテ・モスク（Ibn Rushd-Goethe mosque）は、ドイツで唯一のリベラル・モスクである。 2017年6月に設立された。名称は中世アンダルシアの博学者、イブン・ルシュドとドイツの作家、政治家のヨハン・ヴォルフガング・フォン・ゲーテからとられた。ドイツの弁護士で、トルコ人とクルド人のハーフのムスリム・フェミニストであるセイラン・アテシュによって設立された。このモスクのリベラルな点は、顔を覆うヒジャブなどのベール未着用での入室や男女共同での礼拝を認めていることや、LGBTの礼拝者も受け入れていることである。モスクは2017年6月から2020年10月までの間、ベルリン市モアビット（ドイツ語、英語版）の聖ヨハネス教会（英語版）に入居していた。

## 設立の背景
このモスクはイスラム教の世界最大宗派であるスンナ派やシーア派の二大宗派だけでなく、アラウィー派、スーフィー派、イバード派その他のイスラム教徒に開放され、「全宗派」を受け入れている。男性と女性はモスクで一緒に祈ることが可能で、女性についてはブルカやニカーブのような顔全体を覆うようなフルフェイスのベール、スカーフやヒジャブのようなベールを着用することも求められていない。さらに、ゲイやレズビアンといった同性愛者などいわゆるLGBTのイスラム教徒にもモスクに入ることが許されており、異性愛者のイスラム教徒同様に祈ることができる。この種のモスクとしては、ドイツ、ヨーロッパだけでなく全世界でも初の試みとなった。
創設者のセイラン・アテシュは、「私達はコーランの歴史的かつ批判的な釈義を必要としています」、「7世紀の経典は文字通りとることができないかもしれません。いや、できません」、「私たちは、慈悲深さ、神への愛、そして何よりも平和を志向するようなコーランの読み方、解釈を支持しています」というように述べている。また、モスクは保守的なサラフィー主義のイスラム教での戒律、規則や規制、規定に合わない全ての人々のための場所」であるとしている。

## 歴史
モスクは、2017年6月16日、ドイツの弁護士であり、トルコ人とクルド人のハーフのフェミニストであるセイラン・アテシュによって設立された。名称の由来は、アラビア・アンダルシアの博学者、イブン・ルシュド（別名: アヴェロエス）とドイツの作家兼政治家のゲーテからきている。
アテシュは、ドイツの新聞『Der Spiegel』の取材に「ニカーブやブルカといったベールをつけた人はお断りしている。これはセキュリティ上の理由と、フルフェイスのベールは元来宗教とは無関係のものであり、政治的な意図によって生み出されたものであるという私たちの信念に基づくものである」と語っている。また、過去にリベラルなイスラム教徒は団結すべきだと語ったヴォルフガング・ショイブレ元ドイツ財務大臣に触発されたとジャーナリストに話している。

## 反応
開設後、組織的な大規模な脅迫を受けたモスクの創設者達は、リベラルなイスラム教徒が直面した計り知れない脅威について、コーランの読み方、解釈について寛容さと敬意を求めるコメントを発表している。とりわけ創設者であるアテシュ弁護士の身辺警護を大幅に強化する必要に迫られ、ベルリンの州警察当局（ドイツ語、英語版）の評価、判断によって、24時間体制での身辺警護が実施されるようになった。2017年7月、アテシュは、モスクの開設以来、約100件の殺害脅迫を受けたと報告している。
トルコのマスメディアはイブン・ルシュド・ゲーテ・モスクを自国出身の宗教学者であるフェトフッラー・ギュレンが開始した市民運動であるギュレン運動の一部であると報じているが、ドイツでギュレン運動を行う財団である「対話と教育財団」のエルジャン・カラコユン会長によって否定されているほか、イブン・ルシュド・ゲーテ・モスク自体によっても否定されている。このようにトルコのメディアはモスクに対して批判的であり、ドイツのシーア派コミュニティのイスラム共同体 (IGS) やトルコ、エジプトの当局など、アテシュ弁護士はドイツ国内外のイスラム過激派や、またイスラム教徒を敵視する勢力からの脅迫や敵意にさらされている。
エジプト・アル＝アズハル学院の「ファトワ評議会」は、アテシュ弁護士の実践を批判するファトワー（声明）を発表した。これらのファトワーは、現在および将来の全てのリベラル・モスクを対象としたものであった。アル＝アズハル学院はイスラム教の自由改革に反対しており、ファトワー発令の理由を、モスクが敷地内でブルカやニカブなどの顔を覆うベールの着用を禁止し、女性と男性が一緒に祈ることを許可し、同性愛者を受け入れていることによるものとしている。